# إتش راي دونينغ
إتش راي دونينغ (بالإنجليزية: H. Ray Dunning)‏ هو عالم عقيدة أمريكي، ولد في 26 أكتوبر 1926.